# Mariya Omeliánovich
Mariya Omeliánovich –en ruso, Мария Омельянович– (nacida Mariya Daniliuk, Chernivtsí, URSS, 21 de septiembre de 1960) es una deportista soviética que compitió en remo. Su esposo, Víktor Omeliánovich, compitió en el mismo deporte.
Ganó tres medallas de plata en el Campeonato Mundial de Remo entre los años 1989 y 1991. Participó en los Juegos Olímpicos de Seúl 1988, ocupando el cuarto lugar en la prueba de doble scull.

## Palmarés internacional
| Campeonato Mundial | Campeonato Mundial   | Campeonato Mundial | Campeonato Mundial |
| Año                | Lugar                | Medalla            | Prueba             |
| ------------------ | -------------------- | ------------------ | ------------------ |
| 1989               | Bled (Yugoslavia)    | Medalla de plata   | Cuatro scull       |
| 1990               | Tasmania (Australia) | Medalla de plata   | Cuatro scull       |
| 1991               | Viena (Austria)      | Medalla de plata   | Cuatro scull       |